# All I’ve Got to Do
Az All I’ve Got to Do John Lennon által írt (Lennon–McCartney szerzeményként megjelölt) dal, amelyet a The Beatles angol rockegyüttes ad elő második brit albumán, az 1963-as With the Beatles-ön. Az Amerikai Egyesült Államokban eredetileg az 1964-es Meet the Beatles! nagylemezen jelent meg. Dennis Alstrand szerint a dal az első olyan rock and roll vagy rockzene, amelyben a basszusgitáros akkordokat játszik a dal létfontosságú részeként.

## A dal keletkezése
Lennon azt nyilatkozta a dal keletkezésével kapcsolatban, hogy „próbált egy Smokey Robinson stílusú dalt ismét megalkotni”. Ian MacDonald szerint a Beatles dala a the Miracles (You Can) Depend on Me című dalához hasonlít zenei világa és szövege alapján. Richie Unterberger, az Allmusic oldal egyik szerkesztője azt mondta, hogy úgy hangzik, mintha Robinson írta volna, de Arthur Alexander stílusjegyei is felfedezhetőek benne. A The Beatles életrajzírója, Bob Spitz szerint a dal "nyugtalanul borús és hangulatos", és hasonló the Shirelles Baby It's You című dalára (amelyet a Beatles korábban feldolgozott) valamint a the Drifters korai szerzeményeire.
Ez egyike volt annak az albumon megtalálható három dalnak, amelynek Lennon volt a szerzője az It Won’t Be Long és a Not a Second Time című mellett. Lennon szerint kifejezetten az amerikai piacra szánta, mivel az 1960-as évek elején egy brit fiatal számára elképzelhetetlen helyzet volt, hogy egy lányt telefonon hívjon fel. Lennon azt mondta egy későbbi interjúban a No Reply kapcsán: „Az volt előttem képként, ahogy az utcán sétálok, és látom, hogy kirajzolódik az ablakban az alakja, és nem én vettem fel a „telefont”. Habár én még soha nem hívtam egy lányt a „telefonon”, mivel „azok nem tartoztak az angol tinédzserek életébe”.

## Rögzítése
Az együttes 1963. szeptember 11-én egyetlen ülés során rögzítette a dalt, 14 felvételben és egy 15.-en utókeveréseket alkalmaztak. A legjobbra sikerült felvétel a 15. számú volt. Szeptember 30-án a dalt monó, majd október 29-én pedig sztereó hangzásúra keverték.
Bár Steve Turner zenei újságíró azt állítja, hogy a dalt 1961-ben írták, MacDonald szerint a dal soha nem szerepelt a Beatles fellépéseinek repertoárjában, ami megmagyarázza, hogy a 14 felvételből 8 nem volt teljes: hiszen a zenekar számára ismeretlen dal volt.

## Megjelenése
Az Egyesült Királyságban az All I’ve Got to Do a With the Beatles albumon jelent meg, amely tartalmazta az együttes  feldolgozását a the Miracles You Really Got a Hold on Me című dalát, amely a közvetlen kapcsolatban állt az albummal és Robinson zenéjével. Az Egyesült Államokban a Capitol Records levette a You've Really Got a Hold on Me című dalt a Meet the Beatles nagylemezről, és később a The Beatles' Second Album-on kapott helyet.

## Közreműködők
Ian MacDonald szerint:
- John Lennon – ének, ritmusgitár
- Paul McCartney – vokál, basszusgitár
- George Harrison – vokál, szólógitár
- Ringo Starr – dob

## Feldolgozások
The Smithereens

## Fordítás
Ez a szócikk részben vagy egészben  az   All I've Got to Do című angol Wikipédia-szócikk fordításán alapul.  Az eredeti cikk szerkesztőit annak laptörténete sorolja fel. Ez a jelzés csupán a megfogalmazás eredetét és a szerzői jogokat jelzi, nem szolgál a cikkben szereplő információk forrásmegjelöléseként.

### Angol nyelvű
- Miles, Barry:Paul McCartney: Many Years From Now. New York: Henry Holt and Company, 1997. ISBN 0-8050-5249-6
- Sheff, David:All We Are Saying: The Last Major Interview with John Lennon and Yoko Ono. New York: St. Martin's Press, 2000. ISBN 0-312-25464-4
- Spitz, Bob:The Beatles: The Biography. Boston: Little, Brown, 2005. ISBN 0-316-80352-9

### Magyar nyelvű
- Bánosi György – Tihanyi Ernő: Beatles zenei kalauz. Az együttzenélés és a szólóévek. 1958–1999. Budapest: Anno Kiadó, 1999. ISBN 963-853-895-3
- Ian Macdonald: A fejek forradalma. A Beatles és a hatvanas évek. (ford. Révbíró Tibor) Budapest: Helikon Kiadó, 2015. ISBN 978-963-227-468-3
- Marsi József: Beatles Kódex – A Beatles együttes teljes életművének enciklopédiája. (bővített kiadás) Budapest: Könyvműhely, 2022. ISBN 978-615-01-5036-9